# William Rostène
 (février 2017).
Si vous disposez d'ouvrages ou d'articles de référence ou si vous connaissez des sites web de qualité traitant du thème abordé ici, merci de compléter l'article en donnant les références utiles à sa vérifiabilité et en les liant à la section « Notes et références ».
William Rostène (né le 17 juin 1948 à Paris) est un neuro-endocrinologiste français, directeur de recherche émérite de l’INSERM, président de la Société de biologie depuis 2012.

## Formation
William Rostène fait ses études primaires à l’école Sorbier et secondaires au lycée Paul-Valéry à Paris (1959-1967). Il est boursier de l'éducation nationale, 3e cycle, Paris VI (1971-1973), et passe son doctorat de 3e cycle en endocrinologie, à l'université Pierre et Marie Curie, Paris VI (1973).
Il est professeur associé (Coopération du Service national à l'étranger)), dans le laboratoire de biocontrôles, université Laval, Québec, dirigé par Claude Fortier (1973-1975). Puis, boursier du ministère des Affaires intergouvernementales du Québec (1975).
Il est stagiaire de recherche à l’Inserm (1975-1977), attaché de recherche dans l’unité de recherche Inserm 159 de neuroendocrinologie, dirigée par Claude Kordon au centre Paul-Broca à Paris (1977-1979). Il reçoit son doctorat ès sciences en endocrinologie, de l'Université Paris VI (1979).

## Carrière
William Rostène est chargé de recherche (1979), maître de recherche (1984), directeur de recherche de 2e classe (1986), directeur de recherche de 1re classe (1991), directeur de recherche de classe exceptionnelle (2006), directeur de recherche émérite à l’Inserm (2013).
La carrière de chercheur de William Rostène débute dans les années 1970 avec Claude Kordon, directeur de l’unité de recherche Inserm de neuroendocrinologie, par l’étude de la régulation d’un neuropeptide libérant certaines hormones de la reproduction.
Il quitte ensuite Paris pour le Québec, puis New York, pour travailler sur les hormones stéroïdes.
De retour en France, à l’hôpital Saint-Antoine à Paris, il crée sa propre équipe dans l’unité Inserm 55 « Diabétologie et études radio-immunologiques des hormones protéiques », dirigée par Gabriel Rosselin, à l’hôpital Saint-Antoine à Paris (1979-1991).
Il est « Fogarty NIH International Fellow (en) » chez Bruce McEwen, laboratoire de neuroendocrinologie, Université Rockefeller, New York, États-Unis (1981-1983).
Il devient directeur de l’unité de recherche Inserm 339 « Imagerie des neurorécepteurs et physiopathologie neuroendocrinienne » (1991-2002). Il est membre de l’unité de recherche Inserm 732 « Chimiokines et leurs récepteurs : fonctions cérébrales et neuro-endocriniennes », dirigée par Patrick Kitabgi (2003-2008). Il est codirecteur de l’Institut fédératif de recherche en santé de Saint-Antoine (2005-2008). Il est responsable de module de master en neuroscience à l’université Pierre et Marie Curie.
Au début des années 1990, William Rostène travaille essentiellement sur la caractérisation de récepteurs pour les neuropeptides. Il développe ainsi une approche technologique originale d’analyse d’images pour visualiser ces récepteurs, qui lui vaudra une reconnaissance internationale, cette technologie étant utilisée dans de nombreux laboratoires académiques et industriels de par le monde. C’est à cette époque qu’une collaboration étroite se développe avec une équipe clinique d’ophtalmologie sur la localisation de certains récepteurs dans les structures oculaires.
De 1995 à 1998, ses domaines de recherche portent pour l’essentiel sur la neurotensine et ses interactions, notamment avec les systèmes dopaminergiques (maladie de Parkinson). C’est également à cette période que se développe une approche originale permettant le ciblage de micro-métastases et, donc, une orientation vers la cancérologie.
Au début des années 2000, William Rostène avec France Haour entament de nouvelles recherches sur d’autres protéines: les chimiokines. Ils sont ainsi les premiers à mettre en évidence la présence de certaines de ces cytokines dans des mécanismes neuronaux, alors que jusque-là, ces molécules étaient connues uniquement dans le système immunitaire. Ces travaux ont permis d’ouvrir de nouvelles voies de recherches sur la neurotransmission et la régulation des mécanismes qui interviennent dans la réponse au stress et dans la régulation de la prise de boisson.
À la fin de l’année 2007, William Rostène rejoint le nouvel Institut de la vision, dirigé par José-Alain Sahel, à l’hôpital des Quinze-Vingts à Paris, pour co-animer une équipe sur le thème “Chimiokines et pathologies du segment antérieur de l’œil” . Il travaille toujours à l’Institut de la Vision.

## Instances scientifiques et d’administration de la recherche
- Consultant auprès de Biocom (1986-1990).
- Président de l’Association pour la recherche sur le diabète et les insuffisances cérébrales (1987-1997).et actuellement
- Membre de la commission scientifique spécialisée (CSS 9) Inserm, Interface physique-biologie, technologies médicales et chirurgicales (1987-1990)[1]
- Organisateur de trois ateliers de formation Inserm (1991,1993, 1995) et d’une École Inserm (2002).
- Président de l’amicale Inserm-Weizmann (1991-1998).
- Consultant auprès de Sanofi-Synthélabo (1992-1998).
- Expert de la National Science Foundation (États-Unis), des National Institutes of Health (États-Unis), du CNRD (Israël), du Medical Research Council (Angleterre), du Fonds de la recherche en santé du Québec (FRSQ), de la Fondation allemande pour la recherche (Allemagne), du Wellcome Trust (1992-1994) et auprès de la Communauté européenne.
- Co coordinateur du projet européen BIOMED (en) (1994-1998).
- Responsable de la coopération franco-québécoise en recherche biomédicale auprès du ministère des Affaires étrangères (1994-1998)
- Coresponsable du programme vieillissement franco-québécois/ministère des Affaires étrangères (1998-2002).
- Président de la CSS 5 Régulations hormonales (1999-2002)[1].
- Chargé de mission auprès du président de l’université Pierre et Marie Curie (2001-2006), membre du directoire de la recherche de cette université, responsable de la politique pour la recherche biomédicale (2001-2006).
- Coordinateur du réseau chimiokines, université Pierre-et-Marie-Curie (2002-2004).
- Président de la CSS 1 Neurosciences, neuro-endocrinologie, psychiatrie (2008-2012)[1].
- Expert auprès de la Commission nationale d'évaluation (CNE) et de l’Agence d'évaluation de la recherche et de l'enseignement supérieur (2004).

## Sociétés savantes
William Rostène est membre de douze sociétés savantes et, notamment, représentant des membres étrangers de la Society for Neuroscience (États-Unis) (1991-1993) :
- Membre de la Société des neurosciences ;
- Il est depuis 2012 Président de la Société de biologie ;
- Président de la Société de Neuroendocrinologie[2] (1997-2000) et secrétaire général de la Fédération internationale de Neuroendocrinologie (2006-2011) ;
- membre de l’Endocrine Society.

## Distinctions - Prix
- Prix de la Fondation pour la recherche médicale, endocrinologie (1983).
- Prix Jacques-Rousseau - André-Siegfried du centre de coopération inter-universitaire franco-québécois pour ses travaux de recherche en neurosciences et son implication dans la coopération franco-québécoise (2007).
- Officier des Palmes académiques (2003).
- Prix de la diffusion des connaissances en Neurosciences (Soc Française des Neurosciences) (2017)